# Крылов, Андрей Иванович
Андре́й Ива́нович Крыло́в (10 мая 1956, Ленинград) — советский пловец, олимпийский чемпион в эстафете 4×200 метров вольным стилем. Заслуженный мастер спорта СССР (1976).
Окончил Государственный институт физической культуры имени П. Ф. Лесгафта.

## Спортивная карьера
На Играх в Монреале выступал в составе советской сборной под руководством главного тренера Сергея Вайцеховского, где вместе с Владимиром Раскатовым, Андреем Богдановым и Сергеем Копляковым завоевал серебряную медаль, уступив лишь сборной США, которая установила мировой рекорд. На Играх в Москве Андрей выиграл золото в эстафете 4×200 метров вольным стилем с Сергеем Копляковым, Владимиром Сальниковым и Иваром Стуколкиным. Ещё два серебра он взял на дистанциях 200 и 400 метров кролем.
В 1978 году на чемпионате мира Крылов стал серебряным призёром, на чемпионатах Европы завоевал золото, два серебра и две бронзы.